# Sammy Troughton
Samuel Edward Troughton, detto Sammy (Lisburn, 27 marzo 1964), è un allenatore di calcio ed ex calciatore nordirlandese di ruolo attaccante, direttore tecnico dell'University of Pretoria.

## Caratteristiche tecniche
Era una prima punta.

## Carriera

### Giocatore

#### Club
Esordì in prima squadra con il Glentoran nel 1988, prima di trasferirsi in Inghilterra ai Wolverhampton Wanderers.
Successivamente è passato nel 1985 ai sudafricani del Jomo Cosmos, divenendo noto come Special Branch passando da M. Sundowns e Orlando Pirates.
Nel dicembre 1986, giocò brevemente per i Crusaders, giocando due partite di campionato in due giorni contro il Linfield e il Glentoran, col il quale concluse la sua carriera da calciatore nel 1993.

#### Nazionale
Ha giocato nelle nazionali giovanili nordirlandesi Under-16 e Under-19.

### Allenatore
Nel 2016 viene nominato allenatore del Vasco da Gama, che al termine della stagione cede il titolo sportivo al neonato Stellenbosch. Throghton divenne così il tecnico degli Stellies fino al termine della stagione 2016-2017, quando sfumata l'occasione di promozione in massima serie, la società decise di sostituirlo con il sudafricano Steve Barker, l'allora vice di Throghton.
Pochi giorni dopo, viene annunciato come allenatore del Free State Stars, subentrando a Serame Letsoaka. Esperienza che tuttavia termina prematuramente, visti i risultati sotto le aspettative ottenuti dal club.